# Badr (Libia)
Badr (en árabe: بدر ليبيا‎) es una localidad de Libia, en el distrito de Al Jabal al Gharbi (en realidad, Nalut). 
La población, según estimación 2010, era de 18.693 habitantes.